# Mouhcine Khoua
Mouhcine Khoua (* 26. Juli 1998) ist ein marokkanischer Leichtathlet, der sich auf den Weitsprung spezialisiert hat.

## Karriere
Erste internationale Erfahrungen sammelte Mouhcine Khoua im Jahr 2015, als er bei den Juniorenafrikameisterschaften in Addis Abeba mit 7,45 m die Goldmedaille im Weitsprung gewann und im Dreisprung mit 14,93 m den fünften Platz belegte. Anschließend siegte er bei den Jugendafrikameisterschaften in Réduit mit 7,41 m im Weitsprung und gewann im Dreisprung mit 14,66 m die Bronzemedaille. Im August verpasste er dann bei den Jugendweltmeisterschaften in Cali mit 7,03 m den Finaleinzug im Weitsprung. Im Jahr darauf gewann er bei den U23-Mittelmeer-Meisterschaften in Tunis mit 7,86 m die Silbermedaille hinter dem Italiener Marcell Jacobs und anschließend gelangte er bei den U20-Weltmeisterschaften in Bydgoszcz mit 7,22 m auf Rang elf. 2017 gewann er bei den Islamic Solidarity Games in Baku mit 7,62 m die Bronzemedaille hinter seinem Landsmann Yahya Berrabah und Miguel van Assen aus Suriname. Anschließend gewann er bei den Juniorenafrikameisterschaften in Tlemcen mit 7,33 m die Silbermedaille im Weitsprung und wurde mit der marokkanischen 4-mal-100-Meter-Staffel disqualifiziert. Bei den Arabischen Meisterschaften in Radès gewann er mit 7,65 m die Silbermedaille hinter dem Algerier Yasser Triki und anschließend gewann er bei den Spielen der Frankophonie in Abidjan mit 7,65 m die Bronzemedaille hinter dem Französisch-Polynesier Raihau Maiau und Mamadou Gueye aus dem Senegal. Im Jahr darauf gelangte er bei den Mittelmeerspielen in Tarragona mit 7,43 m auf den zwölften Platz und anschließend wurde er auch bei den Afrikameisterschaften in Asaba mit 7,49 m Zwölfter.
2019 brachte er bei den Afrikaspielen in Rabat in der Qualifikationsrunde keinen gültigen Versuch zustande und 2021 gewann er bei den Arabischen Meisterschaften in Radès mit 7,60 m erneut die Silbermedaille hinter dem Algerier Yasser Triki. Im Jahr darauf belegte er bei den Islamic Solidarity Games in Konya mit 7,49 m den achten Platz.
2022 wurde Khoua marokkanischer Meister im Weitsprung.

## Persönliche Bestleistungen
- Weitsprung: 8,09 m, 29. April 2018 in Ben Guerir
  - Weitsprung (Halle): 7,69 m, 20. Januar 2018 in Nantes
- Dreisprung: 14,93 m (−0,2 m/s), 7. März 2015 in Addis Abeba